# Cincu
Cincu là một xã thuộc hạt Brașov, România. Dân số thời điểm năm 2002 là 1809 người.